# مصدر ثابت الجهد
المصدر ثابت الجهد في الشبكة أو مصدر التأرجح يعرف باسم Vδ bus الذي يتم استخدامه لموازنة الطاقة الفعالة |P| والطاقة غير الفعالة |Q| في النظام أثناء إجراء دراسات تدفق الحمل في أنظمة الطاقة الكهربائية. بالنسبة للمهندسين الكهربائيين، تعد دراسة تدفق الحمل مهمة جدًا لأنها توضح حالات نظام الطاقة في فترات مختلفة خلال التشغيل.
يتم استخدام المصدر الثابت الجهد لتوفير خسائر النظام عن طريق انبعاث الطاقة الفعالة/غير الفعالة أو امتصاصها إلى/من النظام. وفي حين أن هذا التعريف لمشكلة تدفق الحمل مناسب للتوصل إلى حل قطعي، إلا أن به عيبًا متأصلاً عند التعامل مع متغيرات المدخلات غير المؤكد: الجهد الثابت يجب أن يستوعب كل الشكوك الناشئة عن النظام وبالتالي، سيكون لديه توزيعات إمكانية الطاقة المحورية الأوسع (احتمالية) في النظام. إذا تم السماح حتى بالكميات المعتدلة من عدم التأكد في نظام كبير، فإن التوزيعات الناتجة ستحتوي في كثير من الأحيان على قيم وراء هوامش توليد المولد الثابت.

## الوصف
الصياغة الأكثر شيوعًا لمشكلة تدفق الحمل تتطلب أن تكون جميع مدخلات (PQ في الأحمال، PV في المولدات) محددة كقيم قطعية. فكل مجموعة من القيم المحددة تتوافق مع حالة نظام واحدة، والتي تعتمد على إحدى مجموعات حالات النظام. وبالتالي، عندما تكون حالات المدخلات غير مؤكدة، سيكون هناك حاجة لتحليل العديد من السيناريوهات. ولطالما تم اعتبار نهج تدفق الحمل، الذي يمكنه بشكل مباشر إدراج عدم التيقن في عملية الحل، نهجًا مفيدًا. ومن المتوقع من نتائج هذا التحليل أن تقدم الحلول لمجموعة من أوجه عدم التيقن، أي الحلول التي هي مجموعة من القيم أو مناطق بدلاً من نقاط تشغيل واحد.
هناك 3 أنواع لمصادر الحمل يتم تصنيفها كالتالي:
1. مصادر PQ - هنا، يتم تحديد الطاقة الحقيقية |P| الطاقة غير الفعلية |Q|. ويعرف أيضًا باسم مصدر الحمل.
2. مصادر PV - هنا، يتم تحديد الطاقة الحقيقية |P| وحجم الجهد |V|. ويعرف أيضًا باسم مصدر المولد.
3. مصدر الجهد الثابت - لتحقيق التوازن بين الطاقة الفعالة وغير الفعالة في النظام. ويعرف أيضًا باسم المصدر المرجعي أو مصدر التأرجح.

يتم تحديد المصدر الثابت لتقديم/استيعاب الطاقة الفعالة وغير الفعالة إلى/من خط النقل لتوفير الخسائر لأنها غير معروفة حتى يتم الحل النهائي للمشكلة. ويعد المصدر الثابت الجهد المصدر الوحيد الذي يعرف به زاوية المرحلة المرجعية للنظام. ومن هذا، يمكن حساب الفروق الزاوية المختلفة في معادلات تدفق الطاقة. وإذا لم يتم تحديد مصدر ثابت الجهد، سيتم اختيار مصدر مولد بالطاقة الحقيقية الأقصى |P| كمصدر ثابت. ويمكن أن يكون هناك أكثر من مصدر ثابت واحد في مخطط معين.

## صياغة مشكلة تدفق الحمل
تتكون مشكلة تدفق الحمل التقليدي من حساب حجم الجهد وزاويته المرحلية على المصادر، وكذلك تدفقات الخط الفعالة وغير الفعالة لحالات محطة أو مصدر محدد. وهناك 4 مجموعات من المتغيرات، اقترانًا بكل مصدر لنظام الطاقة -
1. حجم الجهد، أي |V|
2. زاوية المرحلة، أي |δ|
3. الطاقة الفعالة أو الحقيقية، أي |P|
4. الطاقة غير الفعالة، أي |Q|

واستنادا إلى هذه القيم، يمكن تصنيف المصدر في الفئات الثلاث المذكورة أعلاه -
|                 | P         | Q         | V         | ن         |
| --------------- | --------- | --------- | --------- | --------- |
| مصدر P-Q        | معروف     | معروف     | غير معروف | غير معروف |
| مصدر P-V        | معروف     | غير معروف | معروف     | غير معروف |
| مصدر ثابت الجهد | غير معروف | غير معروف | معروف     | معروف     |

يتطلب حل مشكلة تدفق الحمل خطوتين رئيسيتن، بمعنى 'الصياغة الرياضية للمشكلة' و'تطبيق التقنية العددية لحل المشكلة". في دراسة تدفق الحمل، لا يمكن إصلاح الطاقة الحقيقية وغير الفعالة (أي الطاقة المعقدة) في جميع المصادر، وحيث إن صافي الطاقة المعقدة في الشبكة غير معروف مقدمًا، فإن خسارة نظام الطاقة ستكون غير معروفة حتى اكتمال دراسة تدفق الحمل. ولذلك، من الضروري أن يكون هناك مصدر واحد (أي المصدر الثابت الجهد) تكون الطاقة المعقدة عنده غير محددة، بحيث تزود الفرق في خسائر مصدر حمل النظام الكلي بالإضافة إلى مجموع الطاقة المعقدة المحددة على المصادر المتبقية. وبنفس المنطق، يجب أن يكون المصدر الثابت مصدر مولد. ويتم تحديد الطاقة المعقدة الموزعَة على هذا المصدر كجزء من الحل. ولكي تكون اختلافات الطاقة الحقيقية والطاقة الفعالة للمصدر الثابت خلال العملية التكرارية ذات نسبة مئوية صغيرة من قدرة توليد المصدر الثابت الجهد، يتم عادةً تحديد المصدر المتصل بمحطة التوليد الأكبر كمصدر ثابت الجهد.
تولد مشاكل تدفق الحمل معادلات غير خطية، ولكن لأن أجهزة الكمبيوتر لا تستطيع حل هذه المعادلات بسرعة، تكون هناك حاجة للطرق العددية. الطرق التالية هي نظام العد العشري التي يستخدمها هامش الأمان في حل المعادلات غير الخطية:
1. طريقة غاوس التكرارية.
2. طريقة تدفق الحمل المنفصل السريعة.
3. طريقة غاوس سيدل.
4. طريقة نيوتن.

## وصلات خارجية
- Load Flow Studies